# Copa da Guiana de Futebol de 2021
A GFF Super 16 Cup 2021 (ou GFF K&S Super 16 Championship, por razões de patrocínio) foi a quarta edição oficial da Copa da Guiana, torneio eliminatório organizado pela Federação de Futebol da Guiana.
Após o cancelamento da edição de 2020, devido à pandemia de Covid-19, a edição deste ano foi marcada pela novíssima parceria da federação local com a gigante Kashif and Shanghai (K&S) Organisation, o principal patrocinador da competição e que no passado organizou diversos torneios nacionais. Uma competição feminina também foi realizada.

## Formato
O torneio utiliza o sistema de eliminatórias a uma mão, similar à Copa do Brasil e à Taça de Portugal. Participaram 18 times convidados, que foram reduzidos a 8 equipes após as duas primeiras fases. Os times foram divididos em quatro chaves com duas equipes cada (quartas de final), e os vencedores da partida única de cada chave classificaram-se para as semifinais, e depois à final. Havendo igualdade no placar, as partidas foram decididas por pênaltis.

### Participantes
Disputaram a competição os 10 times da primeira divisão da temporada 2020-21 do Campeonato Guianense de Futebol, além de 8 times convidados. Em novembro de 2021, a GFF decidiu solicitar às associações filiadas a formação de seleções regionais para a disputa deste ano, devido à impossibilidade da organização dos torneios classificatórios interclubes, por conta da pandemia de Covid-19. A associação de futebol da região de West Demerara não enviou um time representante.
| GFF Elite League os 10 times da temporada 2020-21 | Associações Regionais 8 times de estrelas regionais |
| - Ann's Grove United - Buxton United FC - Den Amstel FC - Fruta Conquerors - Guyana Defence Force FC - Milerock FC - Police FC - Santos FC - Victoria Kings FC - Western Tigers FC | - Bartica All Stars - Berbice All Stars - East Bank All Stars - East Coast All Stars - Essequibo All Stars - Georgetown All Stars - Linden All Stars (Upper Demerara FA) - Rupununi All Stars |

## Prêmios
O campeão da GFF Super 16 Cup recebe dois milhões de dólares guianenses, e o vice-campeão um milhão de dólares. Os semifinalistas receberão 500 mil dólares (terceiro colocado) e 250 mil dólares (quarto colocado). Além disso, todas as esquipes participantes recebem 200 mil dólares, para preparar-se para a competição. Ao total, o torneio distribuirá até sete milhões de dólares em prêmios.

### Patrocinadores
- Kashif and Shanghai Organisation
- KFC Guyana[6]
- Mohamed’s Enterprise[5]
- Bakewell Guyana
- MVP Sports
- NAMILCO (National Milling Company of Guyana Inc.)

Outros patrocinadores: Fire Side Grill N Chill, Dinars Trading, DDL, Statement Investment Inc., HJTV & 94.1, Stars Party Rental, Capelli Sports, Cevons waste Management, Tony's Jewellery Store, Daphne Foundation of New York, Ground Structural Engineering, Fast Lane Auto Spares, Pegasus Guyana, Cellphone Shack, Jim's Variety Store, Secure Innovation and Concept Inc. e New GPC - Bobby Ramroop.

## Tabela

### Primeira Fase
Os jogos da primeira fase foram realizados entre os dias 12 e 14 de dezembro. Em negrito estão os times classificados para as oitavas de final.
| Equipe 1             | Resultado     | Equipe 2             |
| -------------------- | ------------- | -------------------- |
| Fruta Conquerors     | 2:0           | Berbice All Stars    |
| Western Tigers FC    | 2:1 Relatório | Rupununi All Stars   |
| Georgetown All Stars | 3:1 Relatório | East Coast All Stars |
| Victoria Kings FC    | 0:9 Relatório | Linden All Stars     |

### Segunda Fase
Os jogos da primeira fase foram realizados entre os dias 17 e 24 de dezembro. Fruta Conquerors e Western Tigers FC foram sorteados direto para a fase seguinte. Em negrito estão os outros times classificados para as quartas de final.
| Equipe 1          | Resultado     | Equipe 2             |
| ----------------- | ------------- | -------------------- |
| Police FC         | (3) 0:0 (0)   | Georgetown All Stars |
| Buxton United FC  | 0:3 Relatório | Ann's Grove United   |
| Bartica All Stars | 5:0 Relatório | Essequibo All Stars  |
| Den Amstel FC     | 1:0 Relatório | Santos FC            |
| Defence Force FC  | 3:0 Relatório | Linden All Stars     |
| Milerock FC       | 2:0           | East Bank All Stars  |

## Fase Final
As quartas de final da competição iniciaram-se em 25 de dezembro, com duas partidas. As semifinais ocorreram em 29 de dezembro.
|  | Quartas de final         | Quartas de final         |                          |       | Semifinais | Semifinais |  |  | Final | Final |
|  |                          |                          |                          |       |            |            |  |  |       |       |
|  | 25 de dezembro – Leonora |                          |                          |       |            |            |  |  |       |       |
|  |                          |                          |                          |       |            |            |  |  |       |       |
|  | Police FC                | 3                        |                          |       |            |            |  |  |       |       |
|  | Police FC                | 3                        | 29 de dezembro – Leonora |       |            |            |  |  |       |       |
|  | Ann's Grove United       | 0                        |                          |       |            |            |  |  |       |       |
|  | Ann's Grove United       | 0                        | Police FC                | 1     |            |            |  |  |       |       |
|  | 25 de dezembro – Bartica |                          | Police FC                | 1     |            |            |  |  |       |       |
|  |                          | Western Tigers FC        | 2                        |       |            |            |  |  |       |       |
|  | Bartica All Stars        | Western Tigers FC        | 2                        | 0     |            |            |  |  |       |       |
|  | Bartica All Stars        |                          | 1 de janeiro – Leonora   | 0     |            |            |  |  |       |       |
|  | Western Tigers FC        | 4                        |                          |       |            |            |  |  |       |       |
|  | Western Tigers FC        | 4                        | Western Tigers FC        | 1 (4) |            |            |  |  |       |       |
|  | 26 de dezembro – Linden  |                          | Western Tigers FC        | 1 (4) |            |            |  |  |       |       |
|  |                          | Defence Force FC         | 1 (5)                    |       |            |            |  |  |       |       |
|  | Fruta Conquerors         | Defence Force FC         | 1 (5)                    | 1     |            |            |  |  |       |       |
|  | Fruta Conquerors         | 29 de dezembro – Leonora |                          | 1     |            |            |  |  |       |       |
|  | Den Amstel FC            | 3                        |                          |       |            |            |  |  |       |       |
|  | Den Amstel FC            | 3                        | Den Amstel FC            | 2 (1) |            |            |  |  |       |       |
|  | 26 de dezembro – Linden  |                          | Den Amstel FC            | 2 (1) |            |            |  |  |       |       |
|  |                          | Defence Force FC         | 2 (3)                    |       |            |            |  |  |       |       |
|  | Defence Force FC         | Defence Force FC         | 2 (3)                    | 3     |            |            |  |  |       |       |
|  | Defence Force FC         |                          |                          | 3     |            |            |  |  |       |       |
|  | Milerock FC              | 1                        |                          |       |            |            |  |  |       |       |
|  | Milerock FC              | 1                        |                          |       |            |            |  |  |       |       |

### Terceiro Lugar
| 1 de janeiro de 2020 | Police FC | 0 - 2     | Den Amstel FC         | National Track and Field Centre |
| 18:00 UTC−04:00      |           | Relatório | Gideon Payne 24' (77) |                                 |

### Partida Final
| 1 de janeiro de 2021 | Western Tigers FC | 1 - 1 (pro) | Defence Force FC | National Track and Field Centre |
| 20:30 UTC−04:00      | Kevon Woodley 16' | Relatório   | Colin Nelson 36' |                                 |

|                                                                         |       | Penalidades                                                    |  |
| Curtez Kellman Marcus Wilson Daniel Wilson Clive Nobrega William Europe | 4 – 5 | Sherwyn Caesar Jeremy Garrett Colin Nelson GDF Kelsey Benjamin |  |

## Premiação
| Copa da Guiana de 2021                      |
| Guiana                                      |
| ------------------------------------------- |
| Guyana Defence Force FC Campeão (3º título) |

## Ligações Externas
- GFF - página no facebook